# Бектабеков, Александр Евсеевич
Князь Александр Евсеевич Бектабеков (Бегтабегишвили) (1819—1876) — русский генерал и военный писатель.
Родился 10 мая 1819 г., вероисповедание: армяно-григорианское. Бектабеговы — древний армянский княжеский род, представители которого при грузинских царях занимали придворные должности. Родовое имение — в Горийском уезде Тифлисской губернии (сел. Вака).
В Грузии первые Бектабековы встречаются в наследственной должности «диванов» — судей. В первые же годы присоединения края к России князь Иван Бектабеков был назначен первым губернским казначеем по назначению правительства, а отец Александра Евсеевича состоял в должности заседателя Лорийского уездного суда.
Воспитание князь Бектабеков получил в России, куда был отправлен в молодых летах и, по окончании курса - в 1-м кадетском корпусе. 22 июля 1840 г. вступил на службу прапорщиком в армию. Вслед за временным прикомандированием, в 1842 г. он был окончательно переведён в Кавказский сапёрный батальон и в рядах его начал свою боевую службу.
В 1849 г. он является горячим сторонником дагестанского похода князя М. З. Аргутинского-Долгорукого, где за отличие при взятии аула Чох получил орден св. Владимира 4-й степени с бантом; в 1851 г. он находился в составе отряда, действовавшего на лезгинской кордонной линии и при заложении Элисуйского укрепления, а два года спустя — в экспедиции кадорского отряда князя Л. И. Меликова.
В Восточной войне князь Бектабеков, состоя при Александропольском отряде, участвовал во многих стычках с неприятелем и с особенным отличием действовал в боях при Баш-Кадыкларе, Кюрук-Дара и при блокаде и взятии Карса, за отличие награждён орденом св. Владимира 4-й степени с бантом. В период 1858 г. по 1864 г. он находился в нескольких экспедициях против горцев и, после ряда наград и отличий, 30 августа 1869 г. произведён в генерал-майоры, с зачислением по запасным войскам.
Кроме боевых заслуг, служба князя Бектабекова на Кавказе отмечена отличным выполнением многих важных поручений, возлагавшихся на него в разное время. С 1846 г. по 1856 г. он был назначен на разработку Михайловского каменноугольного рудника, близ сел. Тквибули; вслед за тем был командирован на поиски золота во всей империи, причём успешно прошёл тогда ещё мало доступную Сванетию и многие другие малоисследованные места. Последнее время князь Бектабеков принимал деятельное участие в периодической печати, поместив много интересных статей в специальных военных и инженерном журналах, а также в газете «Кавказ». Со дня вступления на службу он вел обширные «Записки», которые были опубликованы в 1874 г. в Тифлисе под названием «Воспоминания о боевой службе сапер на Кавказе и в Азиатской Турции».
Среди прочих наград Бектабеков имел ордена св. Станислава 2-й степени с императорской короной и мечами (1859 год), св. Анны 2-й степени (1864 год, императорская корона к этому ордену пожалована в 1866 году) и св. Владимира 3-й степени (1871 год).
Умер 29 января 1876 г. в Тифлисе, похоронен там же. Был женат на Екатерине Ивановне урождённой Шароевой. Их сын, Евсей Александрович, служил в артиллерии, принял участие в русско-турецкой войне 1877—1878 гг. и за отличие при атаке Аладжинской позиции был награждён орденом св. Георгия 4-й степени.